# Hettenleidelheim
Hettenleidelheim település Németországban, Rajna-vidék-Pfalz tartományban. Lakosainak száma 3037 fő (2023. december 31.).

## Népesség
A település népességének változása:
| Lakosok száma | 3047 | 2976 | 3017 | 3038 | 3019 | 3037 |
|               | 1975 | 2017 | 2019 | 2021 | 2022 | 2023 |